# Open d'Autriche (taekwondo)
L’Open d'Autriche est une compétition de taekwondo organisée annuellement par la Fédération autrichienne de Taekwondo.
Ce tournoi est un événement majeur dans le calendrier mondial du fait de son label « WTF-G1 ».

## Palmarès hommes
| WTF-G1 | WTF-G1                 | WTF-G1               | WTF-G1                 | WTF-G1             | WTF-G1            | WTF-G1            | WTF-G1                | WTF-G1                      |
| Année  | -54 kg                 | -58 kg               | -63 kg                 | -68 kg             | -74 kg            | -80 kg            | -87 kg                | +87 kg                      |
| ------ | ---------------------- | -------------------- | ---------------------- | ------------------ | ----------------- | ----------------- | --------------------- | --------------------------- |
| 2019   | Joan Nunez             | Mason Yarrow         | Andrei Kanaev          | Aleksey Denisenko  | Dmitriy Artyukhov | Budimir Krivokuća | Yury Kirichenko       | Jack Spall                  |
| 2018   | David Kim              | Jack Woolley         | Lovre Brečić           | Viacheslav Minin   | Piero Maric       | Karol Holubowicz  | Dinko Šegedin         | Mohamed Ayman               |
| 2017   | Dionisios Rapsomanikis | Giorgio Janmaat      | Mehmet Akif Yorulmaz   | Jacob Barnett      | Toni Kanaet       | Luka Horvat       | Yassine Trabelsi      | Abdoulrazak Issoufou Alfaga |
| 2016   | Ramnarong Sawekwiharee | Tawin Hanprab        | Lovre Brečić           | Eduardo Longobardi | Maksim Khramtcov  | Anton Kotkov      | Yassine Trabelsi      | Roman Kuznetsov             |
| 2015   | Jorge Canales          | Salaheddine Bensaleh | Mario Silva            | Eduardo Longobardi | Karol Hołubowicz  | Torann Maizeroi   | Georgios Bilalis      | Razak Alfaga                |
| 2014   | Marko Maljkovic        | Rui Bragança         | Shamsutdin Gamzatov    | Hamza Adnan Karim  | Damir Fejzić      | Aaron Cook        | Ali Sarı              | Ivan Trajkovič              |
| ETU-A  |                        |                      |                        |                    |                   |                   |                       |                             |
| 2013   | Georgios Simitsis      | Ron Atias            | Deni Andrun Razić      | Vladimir Dalakliev | Bartosz Kolecki   | Piotr Pazinski    | Drasko Jovanov        | Chika Chukwumerije          |
| 2012   | Luka Bugarin           | Damián Villa         | Yasin Akbarnetaj Shoob | Vasily Nikitin     | Mokdad Ounis      | Tahir Gülec       | Jakub Štastný         | Alberto Celestrin           |
| 2011   | Roberto Feldt          | Moussa Cissé         | Nuno Costa             | Jure Pantar        | Mokdad Ounis      | Aaron Cook        | Alberto Celestrin     | Volker Wodzich              |
| 2010   | Ron Atias              | Pedro Póvoa          | Stevens Barclais       | Christophe Dubois  | Florian Schaller  | Bashir Adam       | Alberto Celestrin     | Ulvi Kaya                   |
| Année  | -54 kg                 | -58 kg               | -62 kg                 | -67 kg             | -72 kg            | -78 kg            | -84 kg                | +84 kg                      |
| 2009   | Sasan Dalirnejad       | Stipe Jarloni        | Haluk Atalar           | Cüneyt Hamid       | Mokdad Ounis      | Anders Karlsen    | Konstantinos Goltsios | Volker Wodzich              |
| 2008   | Mirko Madzar           | Chu Mu-yen           | Filip Grgic            | Gessler Viera      | Erick Osornio     | Filip Šikić       | Alberto Celestrin     | Ángel Matos                 |
| 2007   | Mehmet Kamci           | Boris Winkler        | Haluk Atalar           | David Konrad       | Manuel Mark       | Mathias Gabriel   | Alberto Celestrin     | Zakaria Asidah              |

## Palmarès femmes
| WTF-G1 | WTF-G1                     | WTF-G1                 | WTF-G1                | WTF-G1                  | WTF-G1             | WTF-G1                | WTF-G1                   | WTF-G1               |
| Année  | -46 kg                     | -49 kg                 | -53 kg                | -57 kg                  | -62 kg             | -67 kg                | -73 kg                   | +73 kg               |
| ------ | -------------------------- | ---------------------- | --------------------- | ----------------------- | ------------------ | --------------------- | ------------------------ | -------------------- |
| 2019   | Lena Stojković             | Maddison Moore         | Laura Goebel          | Klaudija Tvaronaviciute | Lucija Domic       | Athanasia Mitsopoulou | Lucie Lauren Bierstedt   | Sarah Di Sinno       |
| 2018   | Leticia Oliveira           | Nour Abdelsalam        | Ela Aydin             | Bruna Vuletić           | Ivana Babic        | Dunja Lemajic         | Alema Hadzic             | Keyla Ávila          |
| 2017   | Fadia Farhani              | Kristina Tomić         | Inese Tarvida         | Jolanta Tarvida         | Hsieh Wen-Shan     | Matea Jelić           | Amani Layouni            | Olga Muzychka        |
| 2016   | Dina Pouryounes Langeroudi | Panipak Wongpattanakit | Anamarija Petrović    | Phannapa Harnsujin      | Marija Štetić      | Rebeka Füredi         | Yanna Schneider          | Jade Slavin          |
| 2015   | Iryna Romoldanova          | Kyriaki Kouttouki      | Madeline Folgmann     | Raheleh Asemani         | Rabia Gülec        | Elin Johansson        | Aleksandra Krzemieniecka | Gwladys Epangue      |
| 2014   | Iryna Romoldanova          | Rukiye Yıldırım        | Tatiana Kudashova     | Martina Zubčić          | Antonija Žeravica  | Oh Hye-Ri             | Milica Mandić            | Aleksandra Kowalczuk |
| ETU-A  |                            |                        |                       |                         |                    |                       |                          |                      |
| 2013   | Virginia Dellan Morao      | Lucija Zaninović       | Dragana Gladović      | Martina Zubčić          | Antonija Žeravica  | Tugce Merve Zinal     | Natália Falavigna        | Ana Bajić            |
| 2012   | Mateja Kunović             | Sanaa Atabrour         | Brigita Mamić         | Edina Kotsis            | Karine Sergerie    | Elin Johansson        | María Espinoza           | Wiam Dislam          |
| 2011   | Jessika Alair Soares       | Maéva Coutant          | Christina Schöenegger | Jennifer Ågren          | Aline Dossou Gbete | Franka Anić           | Nuša Rajher              | Karolina Kedzierska  |
| 2010   | Alison Pinteno             | Martina Marković       | Christina Schöenegger | Stéphanie Ollive        | Rabia Gülec        | Faïza Taoussara       | Nuša Rajher              | Stella Whitehead     |
| Année  | -47 kg                     | -51 kg                 | -55 kg                | -59 kg                  | -63 kg             | -67 kg                | -72 kg                   | +72 kg               |
| 2009   | Ioanna Koutsou             | Nildem Kayas-Tuncat    | Jennifer Kopf         | Julia Swietkowiak       | Sonya McConnell    | Petra Matijasevic     | Nuša Rajher              | Karolina Kedzierska  |
| 2008   | Lee Wan-Chen               | Lucija Zaninović       | Tseng Yi-Hsuan        | Su Li-wen               | Tseng Li-cheng     | Vanina Sánchez        | María Espinoza           | Karolina Kedzierska  |
| 2007   | Anneleen Goffin            | Ana Mirkin             | Bat-El Gatterer       | Kathleen Blumenthal     | Joyce Van Baaren   | Marjolijn Abbink      | Christina Rasmussen      | Alina Elena Olteanu  |